# 2012年缅甸议会补选
2012年缅甸议会补选于2012年4月1日举行，缅甸全国共有17个政党的160名候选人，角逐45个国会议席。
这是缅甸民主派领袖翁山蘇姬领导的全国民主联盟（NLD，简称民盟）于2011年12月13日获得注册成为合法政党后首次参与的一次选举，更是民盟自1990年的大选结果被军政府宣布无效以来首次参加的选举。而她本人也角逐仰光高穆区的一个国会议席。

## 背景

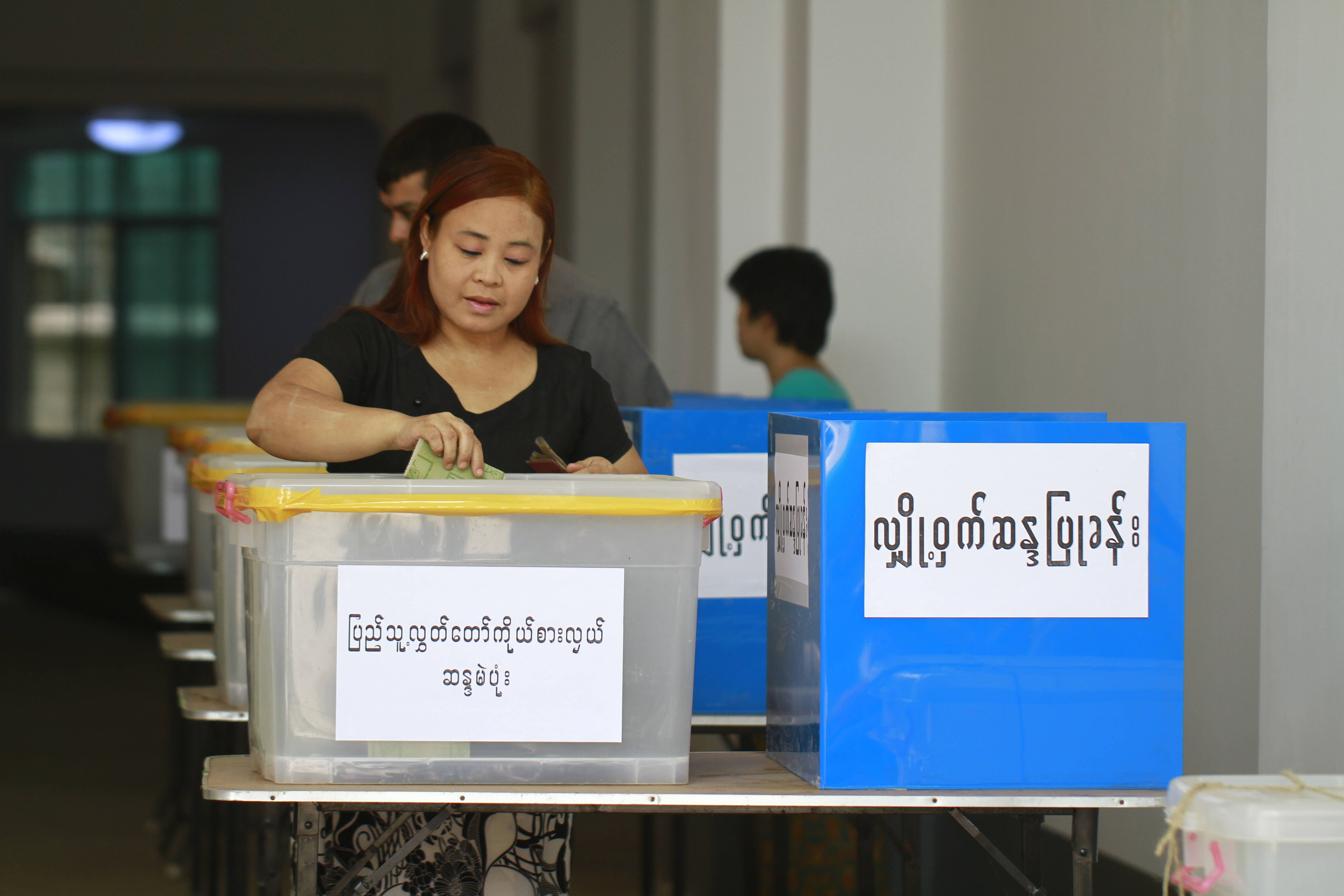
一名緬甸女性正將她的選票投入票箱中

2010年11月7日，缅甸举行了军政府放权后的第一次多党制国会大选，由于全國民主聯盟等党派被当局宣布为非法组织不能参加选举，最终军方支持组建的联邦巩固与发展党以及亲军方的几个政党赢得了国会两院的绝大多数席位。国际社会批评这次选举是不公正的。民选政府成立后，一些当选为政府内阁官员的议员失去了国会议员身份（缅甸宪法规定政府官员不能兼任议员），因此缅甸议会出现48个空缺席位，分别为联邦人民院40席、民族院6席以及省邦议会2席。政府出于安全考虑推迟补选代表克钦邦的3个议席，因此本次竞选的是45席。
自从2010年11月以来，缅甸当局采取了一系列措施来实施民主改革，主要内容有：释放民主派领袖翁山蘇姬，允许全國民主聯盟注册为合法政党，大赦政治犯，放松对媒体的审查，通过允许公民和平示威的《和平集会与游行法案》，同掸族、克钦族和克伦族等少数民族的武装组织举行和平谈判，以及进行经济体制改革等内容。
这次选举被认为是缅甸当局继续推行民主改革的一个重要进展，翁山蘇姬也很可能通过这次选举开始正式进入国会，选举的公正与否受到国际社会的高度关注。

## 选举观察员
2012年2月，缅甸总统登盛表示政府正在考虑让东盟成员国的一些观察员监督这次选举。缅甸政府证实他们已经请求一些东盟成员国的观察员在选举的五天前即3月28日抵达缅甸。而美国、欧盟、中国、朝鲜，以及东盟的对话伙伴(印度、日本、新西兰、韩国、俄罗斯和澳大利亚)也受到当局邀请予以监督这次选举。新加坡派出了裕廊集选区议员王金发和大巴窑集选区议员哈里古玛在仰光监选，另有两名外交部官员在曼德勒的其中两个选区观察投票和计票过程。美国派出了两名选举观察员和三名记者。
2012年3月13日，缅甸选举委员会同意各政党派出监察员以监督各个投票站的投票工作。而在之前，选举委员会只同意执政党联邦巩固与发展党有权派监察员监督投票和检票工作。一个包括88一代学生组织（88 Generation Students Group，一个支持民主运动的缅甸社会活动组织）的成员在内的平民组成的监察员组织也将监督选举过程的合法性。

## 过程
在总计160人角逐的45个议席之中，其中来自联邦巩固与发展党的候选人角逐所有45个席位，而民盟候选人竞选44席。当天投票站于早上6时开放，16时结束，共计640多万选民有资格投票。
昂山素季的所竞选的选区位于仰光省南部高穆镇区瓦丁卡村。2012年年初她把个人户口迁入到这个贫困村的一户克伦族家庭，以竞选高穆镇区空缺的联邦人民院议席，她在当地的竞选对手是来自巩固与发展党的候选人、医生梭敏。

## 结果
初步计票结果当晚揭晓，民盟率先宣布昂山素季成功当选议员，而民盟在其他43个选区中的得票率也遥遥领先。最终全国民主联盟在补选中获得了43席（联邦议会人民院37席、民族院4席共计41席，地方议会2席），因此成为缅甸联邦议会中的第二大政党和最大的反对党，昂山素季将于4月23日首次入职联邦议会。